# Die Bienenkönigin

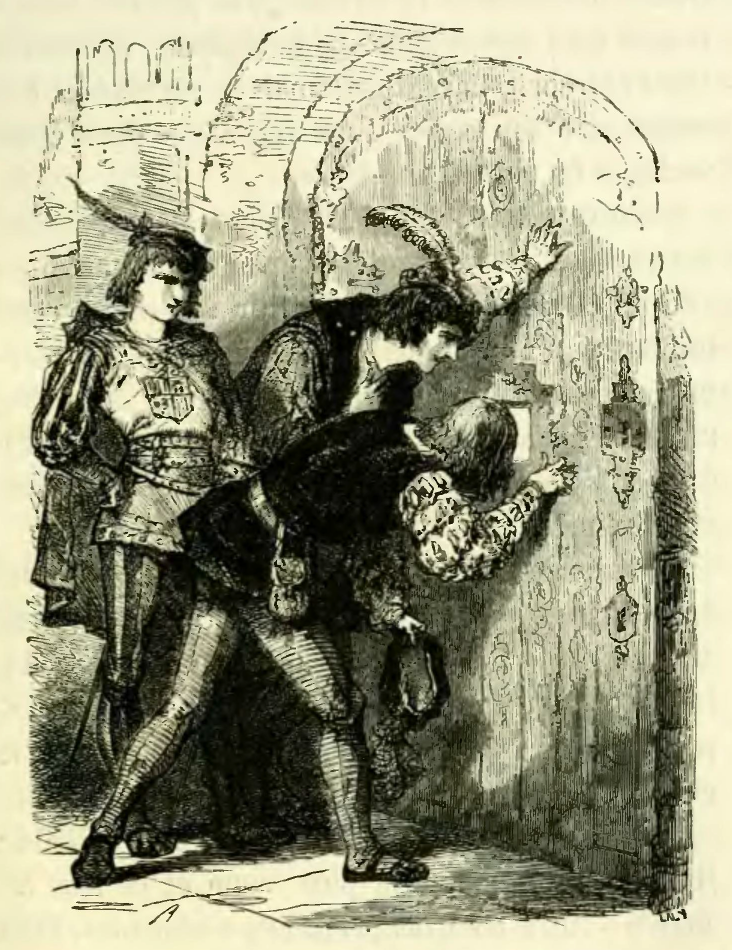
Illustration von Frédéric Baudry

Die Bienenkönigin ist ein Märchen (ATU 554). Es steht in den Kinder- und Hausmärchen der Brüder Grimm ab der 2. Auflage von 1819 an Stelle 62 (KHM 62), vorher mit anderen an Stelle 64, und stammt aus Albert Ludwig Grimms Sammlung Kindermärchen (1808, S. 113–134).

## Inhalt
Das nicht sehr ausführliche Märchen Die Bienenkönigin beschreibt den Nutzen einer mit freundlicher Gesinnung gepaarten Einfältigkeit. Als der Dummling seine zwei älteren Brüder, die von ihren Abenteuern nicht heimkehren, wiederfindet, verspotten diese ihn, dass er „mit seiner Einfalt sich durch die Welt schlagen wollte, und sie zwei könnten nicht durchkommen und wären doch viel klüger“. Diese Einfalt kommt dem Dummling aber zugute, als er es nicht vermag, der Zerstörung eines Ameisenhaufens, der Tötung einer Ente und zuletzt der Plünderung eines Bienenstockes zuzustimmen. Als die drei Brüder dann in ein verwunschenes Schloss gelangen, in dem ihnen kaum zu lösende Aufgaben gestellt werden, kommen dem Dummling seine tierischen Freunde zugute. Während die vermeintlich erfahrenen Brüder beide an der Aufgabe, tausend Perlen der Königstochter einzusammeln, scheitern und zu Stein erstarren, helfen dem Dummling die verschonten Ameisen hierbei. Er muss dann noch einen Schlüssel mit Hilfe der Enten aus einem Teich holen und zuletzt unter den drei sich völlig gleichenden Königstöchtern die Jüngste herausfinden, um den Zauberbann zu brechen, die Bienenkönigin hilft. Die jüngste Tochter wird dann des Dummlings Frau, die zwei anderen heiraten dessen Brüder.

## Herkunft

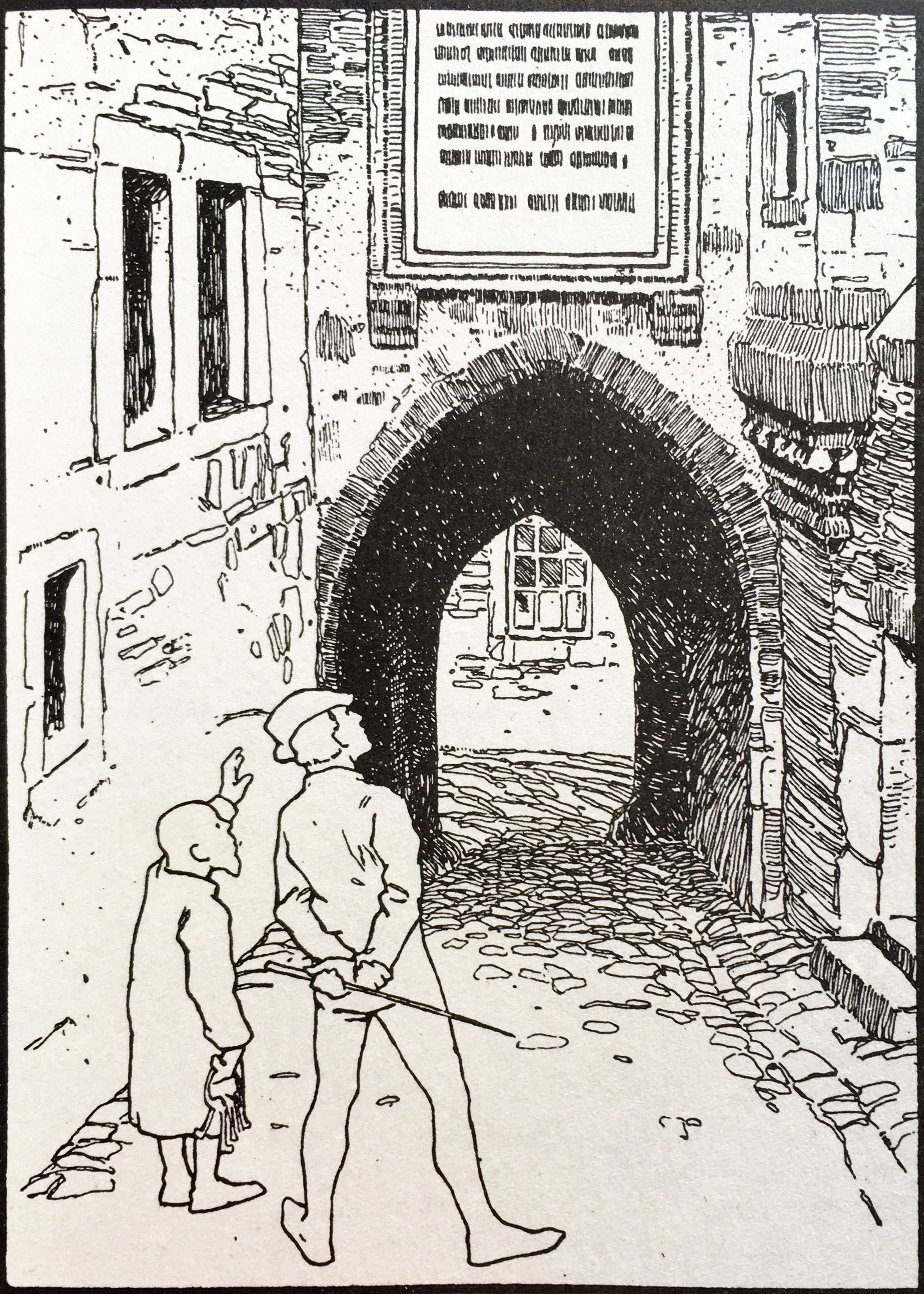
Illustration von Otto Ubbelohde, 1909

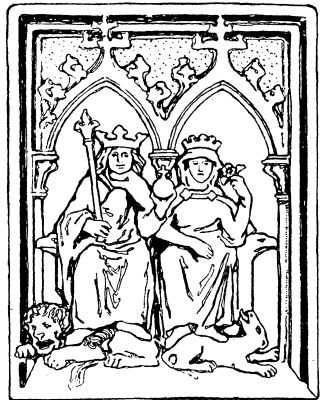
Illustration von Otto Ubbelohde, 1909

Grimms Anmerkung notiert „Aus Hessen“, doch geht Jacob Grimms Handschrift von 1809 auf Die drei Königssöhne aus Albert Ludwig Grimms Kindermärchen (Nr. 6) zurück. Er kürzte vieles, was bei Albert Ludwig Grimm nach Sage klingt: Dort spielt die Handlung „im Morgenlande“. Der Vater gibt den Söhnen „ein Pferd und ein Ritterkleid und ein Schwert“ und mahnt sie, „sich ritterlich zu erzeigen“, doch die leben „ausschweifend und unordentlich“. Ein Traum zeigt dem Vater, dass der Jüngste sie retten kann (vgl. 1 Mos 41 ). Die Beschreibungen des Schlosses und der Gemälde, auf denen die Aufgaben dargestellt sind, sind wesentlich ausführlicher und wirken gegenständlicher. Das Männchen berichtet, wie seine Töchter Rubia, Briza und Pyrola vor 2000 Jahren von der Mutter verwünscht wurden. Auch das Fest wird geschildert, die Brüder und der Vater kommen dazu. Später herrscht ein anderer, das Land fällt der Sündflut anheim, „und nur noch diese Sage ist von ihm übrig geblieben.“ Der Jüngste Sohn ist auch im Urtext „folgsam und gut, aber nicht so klug, als seine Brüder“. Wilhelm Grimms ergänzt dazu den Namen „Dummling“ und die leichte Steigerung, dass der zweite Bruder schon 200 Perlen findet.
Die Anmerkung gibt ein Märchen wieder, das in der 1. Auflage als Nr. 16 Herr Fix und Fertig stand und nennt noch niederländisch in Wolfs Wodana Nr. 4 de dankbare Dieren, ungarisch bei Gaal Nr. 8, persisch in Touti Rameh (Nr. 21 bei Iken): Ein König stirbt, der ältere Sohn nimmt die Krone, der jüngere wandert aus. Er rettet einen Frosch durch Zuruf vor einer Schlange und entschädigt sie vom eigenen Fleisch. Dafür dienen sie ihm, als er des Königs Ring aus dem See holen und seine Tochter von einem Schlangenbiss heilen muss. Grimms nennen weiter Straparolas Märchen von Livoret (3, 2) und geben eines aus „dem jüdischen Maasähbuch (Kap. 143 vom Rabbi Chanina)“ wieder: Der König wird auf die Königstochter aufmerksam durch einen Raben, der ihm ein Goldhaar von ihr auf die Achsel fallen lässt (wie bei Tristan), das er ihr ausgerissen hatte. Chanina hilft unterwegs einem Raben, einem Hund und einem Fisch. Der Rabe holt ihm Paradies- und Höllenwasser, der Fisch lässt den verschluckten Ring ausspucken, der Hund reißt das Schwein, welches ihn wieder verschlingt. Chanina kommt in Königs Gnaden und wird von Reitern ermordet. Die junge Königin belebt ihn mit dem Himmelswasser wieder und verbrennt den König, der es auch versucht, mit dem Höllenwasser. Dazu vergleichen sie KHM 126 Ferenand getrü und Ferenand ungetrü, KHM 17 Die weiße Schlange, in Pröhles Kindermärchen Nr. 7 Soldat Lorenz.
Laut Hans-Jörg Uther stammt der Stoff aus dem Orient. Carl Lindahl zufolge nennt Freud in Totem und Tabu die Tierhelfer den Familienroman des Urmenschen, andere verstanden sie als verschiedene Aspekte der Meinung des Helden und damit des Erzählers und Hörers. Dummlingsmärchen sind bei Grimm KHM 33 Die drei Sprachen, KHM 54 Der Ranzen, das Hütlein und das Hörnlein, KHM 57 Der goldene Vogel, KHM 62 Die Bienenkönigin, KHM 63 Die drei Federn, KHM 64 Die goldene Gans, KHM 97 Das Wasser des Lebens, KHM 106 Der arme Müllerbursch und das Kätzchen, KHM 165 Der Vogel Greif, KHM 54a Hans Dumm, KHM 64a Die weiße Taube. Der Todesschlaf ist natürlich zentraler in KHM 50 Dornröschen. Dankbare Tiere gibt es auch in KHM 17 Die weiße Schlange, KHM 57 Der goldene Vogel, KHM 60 Die zwei Brüder, KHM 126 Ferenand getrü und Ferenand ungetrü, KHM 191 Das Meerhäschen. Vgl. in Giambattista Basiles Pentameron V,4 Der goldene Stamm.

## Interpretation
Für Anthroposoph Rudolf Meyer zeigt der Dummling die rechte Ehrfurcht und Herzensweisheit, die von nichtmenschlichen Intelligenzen lernen lässt. Edzard Storck meint mit Novalis (Die Lehrlinge zu Sais, II), die Natur ist kopflastigen Menschen versteinert, hat man aber nach Angelus Silesius „den Schöpfer“, läuft einem alles nach. Die Geistliebe dringt in jedes Ding erlösend ein, belehrt die „steinernen Tafeln“, Tiere sind Vorbilder (Spr 6,6 ), das meine auch Rilke: „Wir sind die Bienen des Unsichtbaren …“ (Briefe aus Muzot). Ähnlich schreibt Ortrud Stumpfe von Pflege und Erneuerung der Lebenskräfte durch Erhellung in Liebe. Die Biene sei selbstloses Dienen in der Rhythmik eines Ordnungsgefüges (Artemis), der Honig intensivster Extrakt der Natur.
Bruno Bettelheim erklärt freudianisch die älteren Brüder als nur vom Es geleitet, wodurch sie auf höhere Werte nicht ansprechen und ebenso gut aus Stein sein könnten. Der Dummling, Symbol des Ich, gehorcht dem Über-Ich, braucht aber auch die Hilfe der animalischen Natur. Ameisen, Enten und Bienen stehen für die Elemente Erde, Wasser und Luft.

## Rezeptionen
In Ludwig Bechsteins Deutsches Märchenbuch nimmt Die verzauberte Prinzessin auch in der 1853 modifizierten Version (Nr. 5, vorher Nr. 6) erhebliche Anleihen bei Grimms Die Bienenkönigin. Vgl. in Johann Wilhelm Wolfs Deutsche Hausmärchen Die Mandelkörbchen, Das graue Männchen, in Ulrich Jahns Volksmärchen aus Pommern und Rügen Nr. 11 Hadelum-pum-pum, Nr. 62 Der Kaufmann und die Seejungfrau.
In Janoschs Parodie kriegen die Brüder mittelmäßige Noten, langweilige Jobs und reiche Frauen, nur der einfältige Tierfreund lebt mit einem schönen Mädchen wie im Paradies, sie nennt sich eine Bienenkönigin.
Linde Knoch erzählte das Märchen neu und veröffentlichte es in dem von Ingo Kühl illustrierten Buch Kraft der Elemente auf Sylt.